# Yannick Vaugrenard
Yannick Vaugrenard, né le 25 juin 1950, est un homme politique français, membre du Parti socialiste. Il est député européen de 2004 à 2009. Il est élu sénateur de la Loire-Atlantique le 25 septembre 2011.

## Biographie
Après un baccalauréat économique, il est cadre à la BNP (1972-1989). En 1989 il quitte son emploi pour devenir (jusqu'en 2004), chargé de mission à la mairie de Nantes, avec Jean-Marc Ayrault.

### Activités politiques
- Chargé de mission auprès du député-maire de Nantes (1989-2004).
- Premier secrétaire fédéral du Parti Socialiste de la Loire-Atlantique (1990-2001).

### Mandats politiques
- 1977 à 1989 : adjoint au maire de Trignac, chargé de l'urbanisme et des transports
- 1982 à 1994 : élu conseiller général de Montoir de Bretagne
- 1986 : élu conseiller régional, fonction à laquelle il est réélu en 1992 et 1998 dans l'opposition (Gauche). En 2004, il devient le premier vice-président du conseil régional des Pays de la Loire à la suite de l'arrivée en tête de la liste de la gauche, menée par Jacques Auxiette. Réélu en 2010, il perd son poste de premier vice-président mais reste rapporteur général du budget
- 1995 à 2001 : maire-adjoint de Saint-Nazaire, chargé des déplacements et de la culture
- 13 juin 2004 au 7 juin 2009 : député européen ; il était sur la liste socialiste pour la « région » Ouest en 2009, n'a pas été réélu
- 25 septembre 2011 : il est élu sénateur de la Loire-Atlantique à la tête de la liste d'union de la gauche "Unité, Solidarité territoriale, Proximité" aux côtés de Michelle Meunier et Ronan Dantec